# Notação de Knuth
Em matemática, a Notação de Knuth (em inglês:Knuth's up-arrow notation) é um método de notação para inteiros muito grandes, introduzido por Donald Knuth em 1976 . É intimamente relacionada com a função de Ackermann e, especialmente, para a sequência de hiperoperações. A ideia é baseada no fato de que a multiplicação pode ser visto como uma adição iterada e a exponenciação como uma multiplicação iterada. Continuando desta forma se leva a exponenciação iterada (tetração) e para o restante da sequência de hiperoperação, que é comumente denotada pela notação da seta de Knuth.

## Introdução
As operações aritméticas simples de adição, multiplicação e exponenciação são naturalmente estendidas em uma sequência de hiperoperações como segue.
Multiplicação por um número natural pode ser definida como uma adição iterada:
{\displaystyle {\begin{matrix}a\times b&=&\underbrace {a+a+\dots +a} \\&&b{\mbox{ cópias de }}a\end{matrix}}}
Por exemplo,
{\displaystyle {\begin{matrix}4\times 3&=&\underbrace {4+4+4} &=&12\\&&3{\mbox{ cópias de }}4\end{matrix}}}
Exponenciação para uma potência natural {\displaystyle b} pode ser definida como uma multiplicação iterada, denotada por Knuth por uma simples seta para cima:
{\displaystyle {\begin{matrix}a\uparrow b=a^{b}=&\underbrace {a\times a\times \dots \times a} \\&b{\mbox{ cópias de }}a\end{matrix}}}
Por exemplo,
{\displaystyle {\begin{matrix}4\uparrow 3=4^{3}=&\underbrace {4\times 4\times 4} &=&64\\&3{\mbox{ cópias de }}4\end{matrix}}}
Para estender a sequência de operações para além exponenciação, Knuth definiu um operador “seta dupla” para denotar a exponenciação iterada (tetração):
{\displaystyle {\begin{matrix}a\uparrow \uparrow b&={\ ^{b}a}=&\underbrace {a^{a^{{}^{.\,^{.\,^{.\,^{a}}}}}}} &=&\underbrace {a\uparrow (a\uparrow (\dots \uparrow a))} \\&&b{\mbox{ cópias de }}a&&b{\mbox{ cópias de }}a\end{matrix}}}
Por exemplo,
{\displaystyle {\begin{matrix}4\uparrow \uparrow 3&={\ ^{3}4}=&\underbrace {4^{4^{4}}} &=&\underbrace {4\uparrow (4\uparrow 4)} &=&4^{256}\approx 1.3\times 10^{154}\\&&3{\mbox{ cópias de }}4&&3{\mbox{ cópias de }}4\end{matrix}}}
Aqui e abaixo a avaliação é para ser realizada da direita para a esquerda, uma vez que os operadores de seta de Knuth (como exponenciação) são definidos para serem associativos à direita.
Segundo esta definição,
{\displaystyle 3\uparrow \uparrow 2=3^{3}=27}
{\displaystyle 3\uparrow \uparrow 3=3^{3^{3}}=3^{27}=7.625.597.484.987}
{\displaystyle 3\uparrow \uparrow 4=3^{3^{3^{3}}}=3^{7625597484987}}
{\displaystyle 3\uparrow \uparrow 5=3^{3^{3^{3^{3}}}}=3^{3^{7625597484987}}}
etc.
Isso já leva a alguns números bastante grandes, mas Knuth estendeu a notação. Ele passou a definir um operador de seta "tripla" para a aplicação iterada do operador de seta dupla (também conhecido como pentação):
{\displaystyle {\begin{matrix}a\uparrow \uparrow \uparrow b=&\underbrace {a_{}\uparrow \uparrow (a\uparrow \uparrow (\dots \uparrow \uparrow a))} \\&b{\mbox{ cópias de }}a\end{matrix}}}
seguido por um operador de 'seta quádrupla':
{\displaystyle {\begin{matrix}a\uparrow \uparrow \uparrow \uparrow b=&\underbrace {a_{}\uparrow \uparrow \uparrow (a\uparrow \uparrow \uparrow (\dots \uparrow \uparrow \uparrow a))} \\&b{\mbox{ cópias de }}a\end{matrix}}}
e assim por diante. A regra geral é que um operador-{\displaystyle n} seta expande-se em uma série associativa à direita de ({\displaystyle n-1})-operadores seta. Simbolicamente,
{\displaystyle {\begin{matrix}a\ \underbrace {\uparrow _{}\uparrow \!\!\dots \!\!\uparrow } \ b=a\ \underbrace {\uparrow \!\!\dots \!\!\uparrow } \ a\ \underbrace {\uparrow _{}\!\!\dots \!\!\uparrow } \ a\ \dots \ a\ \underbrace {\uparrow _{}\!\!\dots \!\!\uparrow } \ a\\\quad \ \ \,n\qquad \ \ \ \underbrace {\quad n_{}\!-\!\!1\quad \ \,n\!-\!\!1\qquad \quad \ \ \ \,n\!-\!\!1\ \ \ } \\\qquad \qquad \quad \ \ b{\mbox{ cópias de }}a\end{matrix}}}
Exemplos:
{\displaystyle 3\uparrow \uparrow \uparrow 2=3\uparrow \uparrow 3=3^{3^{3}}=3^{27}=7.625.597.484.987}
{\displaystyle {\begin{matrix}3\uparrow \uparrow \uparrow 3=3\uparrow \uparrow 3\uparrow \uparrow 3=3\uparrow \uparrow (3\uparrow 3\uparrow 3)=&\underbrace {3_{}\uparrow 3\uparrow \dots \uparrow 3} \\&3\uparrow 3\uparrow 3{\mbox{ cópias de }}3\end{matrix}}{\begin{matrix}=&\underbrace {3_{}\uparrow 3\uparrow \dots \uparrow 3} \\&{\mbox{7.625.597.484.987 cópias de 3}}\end{matrix}}}
A notação {\displaystyle a\uparrow ^{n}b} é comumente usada para denotar {\displaystyle a\uparrow \uparrow \dots \uparrow b} com n setas.

## Notação
Em expressões tais como {\displaystyle a^{b}}, a notação para a exponenciação consiste geralmente em se escrever o expoente {\displaystyle b} como um número sobrescrito em relação ao número base {\displaystyle a}. Mas muitos ambientes — tais como nos fontes de linguagens de programação e em textos em formato de texto simples como mensagens de e-mail - não dispõe deste formato bidimensional. As pessoas adotaram a notação linear {\displaystyle a\uparrow b} para tais ambientes, a seta para cima sugere 'elevar à potência'. Se o conjunto de caracteres não contém uma seta para cima, o acento circunflexo ^ é usado em seu lugar.
A notação sobrescrita {\displaystyle a^{b}} não se presta bem a generalização, o que explica a razão de Knuth optar por trabalhar a partir da notação cursiva {\displaystyle a\uparrow b} em vez disso.

### Escrevendo a notação de seta para cima em termos de potências
A tentativa de se escrever {\displaystyle a\uparrow \uparrow b} usando a notação familiar com números sobrescritos resulta em uma torre de potências.
Por exemplo: {\displaystyle a\uparrow \uparrow 4=a\uparrow a\uparrow a\uparrow a=a^{a^{a^{a}}}}
Se b é uma variável (ou é muito grande), a torre de potências pode ser escrita usando pontos e uma nota indicando a altura da torre.
{\displaystyle a\uparrow \uparrow b=\underbrace {a^{a^{.^{.^{.{a}}}}}} _{b}}
Continuando com esta notação, {\displaystyle a\uparrow \uparrow \uparrow b} poderia ser escrita com uma pilha destas torres de potências, cada uma descrevendo o tamanho daquela que está acima de si.
{\displaystyle a\uparrow \uparrow \uparrow 4=a\uparrow \uparrow a\uparrow \uparrow a\uparrow \uparrow a=\underbrace {a^{a^{.^{.^{.{a}}}}}} _{\underbrace {a^{a^{.^{.^{.{a}}}}}} _{\underbrace {a^{a^{.^{.^{.{a}}}}}} _{a}}}}
Novamente, se b é uma variável ou é muito grande, a pilha pode ser escrita usando pontos e uma nota indicando a sua altura.
{\displaystyle a\uparrow \uparrow \uparrow b=\left.\underbrace {a^{a^{.^{.^{.{a}}}}}} _{\underbrace {a^{a^{.^{.^{.{a}}}}}} _{\underbrace {\vdots } _{a}}}\right\}b}
Além disso, {\displaystyle a\uparrow \uparrow \uparrow \uparrow b} pode ser escrito usando-se várias colunas destas pilhas como torres de potências, cada coluna descrevendo o número de torres de potências na pilha à sua esquerda:
{\displaystyle a\uparrow \uparrow \uparrow \uparrow 4=a\uparrow \uparrow \uparrow a\uparrow \uparrow \uparrow a\uparrow \uparrow \uparrow a=\left.\left.\left.\underbrace {a^{a^{.^{.^{.{a}}}}}} _{\underbrace {a^{a^{.^{.^{.{a}}}}}} _{\underbrace {\vdots } _{a}}}\right\}\underbrace {a^{a^{.^{.^{.{a}}}}}} _{\underbrace {a^{a^{.^{.^{.{a}}}}}} _{\underbrace {\vdots } _{a}}}\right\}\underbrace {a^{a^{.^{.^{.{a}}}}}} _{\underbrace {a^{a^{.^{.^{.{a}}}}}} _{\underbrace {\vdots } _{a}}}\right\}a}
E de forma mais geral:
{\displaystyle a\uparrow \uparrow \uparrow \uparrow b=\underbrace {\left.\left.\left.\underbrace {a^{a^{.^{.^{.{a}}}}}} _{\underbrace {a^{a^{.^{.^{.{a}}}}}} _{\underbrace {\vdots } _{a}}}\right\}\underbrace {a^{a^{.^{.^{.{a}}}}}} _{\underbrace {a^{a^{.^{.^{.{a}}}}}} _{\underbrace {\vdots } _{a}}}\right\}\cdots \right\}a} _{b}}
Isso pode ser realizado indefinidamente para representar {\displaystyle a\uparrow ^{n}b} como uma exponenciação iterada de exponenciações iteradas para qualquer a,n e b(embora ele torna-se claramente bastante pesado).

#### Usando tetração
A notação de tetração {\displaystyle ^{b}a} nos permite fazer estes diagramas de forma um pouco mais simples, ainda empregando uma representação geométrica (que poderíamos chamar estas de torres de tetração).
{\displaystyle a\uparrow \uparrow b=^{b}a}
{\displaystyle a\uparrow \uparrow \uparrow b=\underbrace {^{^{^{^{^{a}.}.}.}a}a} _{b}}
{\displaystyle a\uparrow \uparrow \uparrow \uparrow b=\left.\underbrace {^{^{^{^{^{a}.}.}.}a}a} _{\underbrace {^{^{^{^{^{a}.}.}.}a}a} _{\underbrace {\vdots } _{a}}}\right\}b}
Finalmente, a título de exemplo, o quarto número de Ackermann {\displaystyle 4\uparrow ^{4}4} poderia ser representado como:
{\displaystyle \underbrace {^{^{^{^{^{4}.}.}.}4}4} _{\underbrace {^{^{^{^{^{4}.}.}.}4}4} _{\underbrace {^{^{^{^{^{4}.}.}.}4}4} _{4}}}=\underbrace {^{^{^{^{^{4}.}.}.}4}4} _{\underbrace {^{^{^{^{^{4}.}.}.}4}4} _{^{^{^{4}4}4}4}}}

## Generalizações
Alguns números são tão grandes que o uso de várias setas da notação de seta para cima de Knuth torna-se demasiado pesado; então um operador  n-seta{\displaystyle \uparrow ^{n}} é útil (e também para as descrições com um número variável de setas), ou de forma equivalente, hiper operadores.
Alguns números são tão grandes que até mesmo esta notação não é suficiente. O número de Graham é um exemplo. A Notação de seta encadeada de Conway pode ser usada: uma cadeia de três elementos é equivalente ao de outras notações, mas uma cadeia de quatro ou mais é ainda mais poderosa.
{\displaystyle {\begin{matrix}a\uparrow ^{n}b&=&{\mbox{hyper}}(a,n+2,b)&=&a\to b\to n\\{\mbox{(Knuth)}}&&&&{\mbox{(Conway)}}\end{matrix}}}
Em geral, é sugerido que a seta de Knuth deva ser usada para números de menor magnitude, e a seta encadeada de Conway ou hiper operadores para os de maior magnitude.

## Definição
A notação de seta para cima é formalmente definida por
{\displaystyle a\uparrow ^{n}b=\left\{{\begin{matrix}a^{b},&{\mbox{se }}n=1;\\1,&{\mbox{se }}b=0;\\a\uparrow ^{n-1}(a\uparrow ^{n}(b-1)),&{\mbox{em outro caso}}\end{matrix}}\right.}
para todos inteiros {\displaystyle a,b,n} com {\displaystyle b\geq 0,n\geq 1}.
Todos os operadores de seta para cima (incluindo a exponenciação normal, {\displaystyle a\uparrow b}) são associativos à direita, ou seja, a avaliação é realizada da direita para a esquerda em uma expressão que contém dois ou mais desses operadores. Por exemplo, {\displaystyle a\uparrow b\uparrow c=a\uparrow (b\uparrow c)}, e não {\displaystyle (a\uparrow b)\uparrow c}; por exemplo

{\displaystyle 3\uparrow \uparrow 3=3^{3^{3}}} é {\displaystyle 3^{(3^{3})}=3^{27}=7625597484987} e não {\displaystyle \left(3^{3}\right)^{3}=27^{3}=19683.}
Há uma boa razão para a escolha desta ordem de avaliação da direita para à esquerda. Se usássemos a avaliação da esquerda para a direita, então {\displaystyle a\uparrow \uparrow b} seria igual a {\displaystyle a\uparrow (a\uparrow (b-1))}, de modo que {\displaystyle \uparrow \uparrow } não seria uma operação essencialmente nova. A associatividade à direita também é natural porque nós podemos reescrever a expressão de seta iterada {\displaystyle a\uparrow ^{n}\cdots \uparrow ^{n}a} que aparece na expansão de {\displaystyle a\uparrow ^{n+1}b} como
{\displaystyle a\uparrow ^{n}\cdots \uparrow ^{n}a\uparrow ^{n}1}, de forma que todos os {\displaystyle a}s aparecem
como operandos à esquerda dos operadores de seta. Isto é significativo uma vez que os operadores de seta não são comutativos.
Escrevendo {\displaystyle (a\uparrow ^{m})^{b}} para a b-ésima potência funcional da função {\displaystyle f(x)=a\uparrow ^{m}x} nós temos {\displaystyle a\uparrow ^{n}b=(a\uparrow ^{n-1})^{b}1}.
A definição poderia ser extrapolada um passo, começando com {\displaystyle a\uparrow ^{n}b=ab} se n = 0, porque exponenciação é uma multiplicação repetida iniciando em 1. Extrapolando mais um passo, escrevendo a multiplicação como uma adição repetida, não é tão simples, porque a multiplicação é a adição repetida a partir de 0 ao invés de 1. "Extrapolando" novamente um passo a mais, além de escrever n como adições repetidas de 1, se requer o começo com o número a. Compare com a definição de operador hiperoperador, onde os valores de partida para a adição e multiplicação também são especificados separadamente.

## Tabelas de valores
A Computação de {\displaystyle 2\uparrow ^{m}n} pode ser reafirmada em termos de uma tabela infinita. Nós colocamos os números 2 {\displaystyle n} na linha superior, e preenchemos a coluna da esquerda com valores 2. Para determinar um número na tabela, pegamos o número imediatamente à esquerda, em seguida, procuramos o número necessário na linha anterior, na posição dada pelo número acabamos de tomar.
| m\n | 1 | 2 | 3 | 4 | 5                                                      | 6                                                               | 7                                                                        | formula                                                |
| --- | - | - | --- | --- | ------------------------------------------------------ | --------------------------------------------------------------- | ------------------------------------------------------------------------ | ------------------------------------------------------ |
| 0   | 2 | 4 | 6 | 8 | 10                                                     | 12                                                              | 14                                                                       | {\displaystyle 2n}                                     |
| 1   | 2 | 4 | 8 | 16 | 32                                                     | 64                                                              | 128                                                                      | {\displaystyle 2^{n}}                                  |
| 2   | 2 | 4 | 16 | 65536 | {\displaystyle 2^{65536}\approx 2.0\times 10^{19,729}} | {\displaystyle 2^{2^{65536}}\approx 10^{6.0\times 10^{19,728}}} | {\displaystyle 2^{2^{2^{65536}}}\approx 10^{10^{6.0\times 10^{19,728}}}} | {\displaystyle 2\uparrow \uparrow n}                   |
| 3   | 2 | 4 | 65536 | {\displaystyle {\begin{matrix}\underbrace {2_{}^{2^{{}^{.\,^{.\,^{.\,^{2}}}}}}} \\65536{\mbox{ cópias de }}2\end{matrix}}\approx (10\uparrow )^{65531}(6.0\times 10^{19,728})} |                                                        |                                                                 |                                                                          | {\displaystyle 2\uparrow \uparrow \uparrow n}          |
| 4   | 2 | 4 | {\displaystyle {\begin{matrix}\underbrace {2_{}^{2^{{}^{.\,^{.\,^{.\,^{2}}}}}}} \\65536{\mbox{ cópias de }}2\end{matrix}}} | |                                                        |                                                                 |                                                                          | {\displaystyle 2\uparrow \uparrow \uparrow \uparrow n} |

Nota: {\displaystyle (10\uparrow )^{k}} denota uma função de potência da função {\displaystyle f(n)=10^{n}} (A função também é expressa pelo sufixo-plex como em googolplex).
A tabela é a mesma que a da função de Ackermann, com exceção de uma mudança em {\displaystyle m} e {\displaystyle n}, e um acréscimo de 3 a todos os valores.
Computando {\displaystyle 3\uparrow ^{m}n}
Nós colocamos os números 3 {\displaystyle n} na linha superior, e preenchemos a coluna da esquerda com valores 3. Para determinar um número na tabela, pegue o número imediatamente à esquerda, em seguida, procura-se o número necessário na linha anterior, na posição dada pelo número acabado de tomar.
| m\n | 1 | 2 | 3 | 4                                     | 5   | fórmula                                                |
| --- | - | --- | --- | ------------------------------------- | --- | ------------------------------------------------------ |
| 0   | 3 | 6 | 9 | 12                                    | 15  | {\displaystyle 3n}                                     |
| 1   | 3 | 9 | 27 | 81                                    | 243 | {\displaystyle 3^{n}}                                  |
| 2   | 3 | 27 | 7.625.597.484.987 | {\displaystyle 3^{7.625.597.484.987}} |     | {\displaystyle 3\uparrow \uparrow n}                   |
| 3   | 3 | 7.625.597.484.987 | {\displaystyle {\begin{matrix}\underbrace {3_{}^{3^{{}^{.\,^{.\,^{.\,^{3}}}}}}} \\7.625.597.484.987{\mbox{ cópias de }}3\end{matrix}}} |                                       |     | {\displaystyle 3\uparrow \uparrow \uparrow n}          |
| 4   | 3 | {\displaystyle {\begin{matrix}\underbrace {3_{}^{3^{{}^{.\,^{.\,^{.\,^{3}}}}}}} \\7.625.597.484.987{\mbox{ cópias de }}3\end{matrix}}} | |                                       |     | {\displaystyle 3\uparrow \uparrow \uparrow \uparrow n} |

Computando {\displaystyle 10\uparrow ^{m}n}
Colocamos os números 10 {\displaystyle n} na linha superior, e preenchemos a coluna da esquerda com valores 10. Para determinar um número na tabela, se pega o número imediatamente à esquerda, em seguida, procura-se o número necessário na linha anterior, na posição dada pelo número que se acabou de tomar.
| m\n | 1  | 2 | 3 | 4 | 5                                             | fórmula                                                 |
| --- | -- | --- | --- | --- | --------------------------------------------- | ------------------------------------------------------- |
| 0   | 10 | 20 | 30 | 40 | 50                                            | {\displaystyle 10n}                                     |
| 1   | 10 | 100 | 1.000 | 10.000 | 100.000                                       | {\displaystyle 10^{n}}                                  |
| 2   | 10 | 10.000.000.000 | {\displaystyle 10^{10.000.000.000}}                                                                                              | {\displaystyle 10^{10^{10.000.000.000}}}                                                                                              | {\displaystyle 10^{10^{10^{10.000.000.000}}}} | {\displaystyle 10\uparrow \uparrow n}                   |
| 3   | 10 | {\displaystyle {\begin{matrix}\underbrace {10_{}^{10^{{}^{.\,^{.\,^{.\,^{10}}}}}}} \\10{\mbox{ cópias de }}10\end{matrix}}} | {\displaystyle {\begin{matrix}\underbrace {10_{}^{10^{{}^{.\,^{.\,^{.\,^{10}}}}}}} \\10^{10}{\mbox{ cópias de }}10\end{matrix}}} | {\displaystyle {\begin{matrix}\underbrace {10_{}^{10^{{}^{.\,^{.\,^{.\,^{10}}}}}}} \\10^{10^{10}}{\mbox{ cópias de }}10\end{matrix}}} |                                               | {\displaystyle 10\uparrow \uparrow \uparrow n}          |
| 4   | 10 | {\displaystyle {\begin{matrix}\underbrace {^{^{^{^{^{10}.}.}.}10}10} \\10{\mbox{ cópias de }}10\end{matrix}}}               | {\displaystyle {\begin{matrix}\underbrace {^{^{^{^{^{10}.}.}.}10}10} \\10^{10}{\mbox{ cópias de }}10\end{matrix}}}               | |                                               | {\displaystyle 10\uparrow \uparrow \uparrow \uparrow n} |

Observe que, para 2 ≤ n ≤ 9 a ordem numérica dos números {\displaystyle 10\uparrow ^{m}n} é a ordem lexicográfica com m como o número mais significativo, assim, para os números dessas 8 colunas a ordem numérica é simplesmente linha por linha. O mesmo se aplica para os números das 97 colunas com 3 ≤ n ≤ 99, e se começarmos a partir de m = 1, mesmo para 3 ≤ n ≤ 9.999.999.999.

## Sistemas de Numeração com base na sequência de hiperoperações
Goodstein [1947], com um sistema de notação diferente da notação de setas de Knuth, usou a sequência de hiperoperadores aqui denotada por {\displaystyle (+,\ \times ,\ \uparrow ,\ \uparrow \uparrow ,\ \dots )\,\!} para criar sistemas de numeração para os inteiros não negativos. Deixando sobrescritos {\displaystyle \quad (^{(1)},\ ^{(2)},\ ^{(3)},\ ^{(4)},\ \dots )\,\!} denotando os respectivos hiperoperadores {\displaystyle (+,\ \times ,\ \uparrow ,\ \uparrow \uparrow ,\ \dots )\,\!}, a assim chamada representação hereditária completa do inteiro n, ao nível k e base b, pode ser expresso da seguinte forma usando apenas os k primeiros hiperoperadores e utilizando-se como dígitos apenas 0, 1, ...,b-1: 
- Para 0 ≤ n ≤ b-1, n é representado simplesmente por o dígito correspondente.
- Para n > b-1, a representação de n é encontrada de forma recursiva, em primeiro lugar representando n na forma

{\displaystyle b^{(k)}{x_{k}}^{(k-1)}{x_{k-1}}^{(k-2)}\dots {x_{2}}^{(1)}x_{1}}
onde xk, ..., x1 são os maiores números inteiros que satisfazem (no turno)
{\displaystyle b^{(k)}x_{k}\leq n}
{\displaystyle b^{(k)}{x_{k}}^{(k-1)}x_{k-1}\leq n}
...
{\displaystyle b^{(k)}{x_{k}}^{(k-1)}{x_{k-1}}^{(k-2)}\dots {x_{2}}^{(1)}x_{1}\leq n}.
Qualquer xi excedendo b-1 é então re-expressado da mesma forma, e assim por diante, repetindo este procedimento até que a forma resultante contenha apenas os dígitos 0, 1, ..., b-1.
O restante desta seção usará {\displaystyle (+,\ \times ,\ \uparrow ,\ \uparrow \uparrow ,\ \uparrow \uparrow \uparrow ,\ \dots )}, ao invés de sobrescritos, para denotar o hiperoperadores.
Parênteses desnecessários podem ser evitados, dando  maior precedência para operadores de maior nível na ordem de avaliação; assim,
representações de nível-1 têm a forma {\displaystyle b+X}, com X também desta forma;
representações de nível-2 têm a forma {\displaystyle b\times X+Y}, com X,Y também desta forma;
representações de nível-3 têm a forma {\displaystyle b\uparrow X\times Y+Z}, com X,Y,Z também desta forma;
representações de nível-4 têm a forma {\displaystyle b\uparrow \uparrow X\uparrow Y\times Z+T}, com X,Y,Z,T também desta forma;
e assim por diante.
As representações podem ser abreviadas, omitindo-se todas as instâncias de {\displaystyle +0,\ \times 1,\uparrow 1,\ \uparrow \uparrow 1,} etc.;  por exemplo, a representação de nível-3 base-2 do número 6 é {\displaystyle 2\uparrow (2\uparrow 1\times 1+0)\times 1+(2\uparrow 1\times 1+0)}, que abrevia a {\displaystyle 2\uparrow 2+2}. 
Exemplos:
As únicas representações base-2 do número 266, nos níveis 1, 2, 3, 4, e 5 são as seguintes:
{\displaystyle {\text{Nível 1:}}\ \ 266=2+2+\dots +2\ \ {\text{(com 133 2s)}}}
{\displaystyle {\text{Nível 2:}}\ \ 266=2\times (2\times (2\times (2\times 2\times 2\times 2\times 2+1))+1)}
{\displaystyle {\text{Nível 3:}}\ \ 266=2\uparrow 2\uparrow (2+1)+2\uparrow (2+1)+2}
{\displaystyle {\text{Nível 4:}}\ \ 266=2\uparrow \uparrow (2+1)\uparrow 2+2\uparrow \uparrow 2\times 2+2}
{\displaystyle {\text{Nível 5:}}\ \ 266=2\uparrow \uparrow \uparrow 2\uparrow \uparrow 2+2\uparrow \uparrow \uparrow 2\times 2+2}.